# والاس بارنز
والاس بارنز (بالإنجليزية: Wallace Barnes)‏ هو شخصية أعمال أمريكي، ولد في 22 مارس 1926 في بريستول في الولايات المتحدة.